# اچ‌ام‌اس ریونج (۱۶۹۹)
اچ‌ام‌اس ریونج (۱۶۹۹) (به انگلیسی: HMS Revenge (1699)) یک کشتی بود که طول آن ۱۵۰ فوت ۲ اینچ (۴۵٫۸ متر) بود.